# Elizabeth Gertrude Britton
Elizabeth Gertrude Britton (nascida Knight; Nova Iorque, 9 de janeiro de 1858 — Bronx, 25 de fevereiro de 1934) foi uma botânica, brióloga e educadora norte-americana. 

## Carreira
Ela e seu marido, Nathaniel Lord Britton, desempenharam um papel significativo na arrecadação de fundos e na criação do Jardim Botânico de Nova York. Ela foi co-fundadora da antecessora da American Bryological and Lichenological Society. Ela era uma ativista pela proteção de flores silvestres, inspirando atividades de capítulos locais e a aprovação de legislação. Elizabeth Britton fez grandes contribuições para a literatura de musgos, publicando 170 artigos nesse campo.

## Publicações selecionadas
- Knight, Elizabeth G. (1883). «On the Fruit of Eustichium norvegicum, Br. Eu.». Bulletin of the Torrey Botanical Club. 10 (9): 99–100. JSTOR 2477462. doi:10.2307/2477462
- Britton, Elizabeth G. (1888). «An Enumeration of the Plants Collected by Dr. H. H. Rusby in South America. 1885–1886.–III. Pteridophyta». Bulletin of the Torrey Botanical Club. 15 (9): 247–253. JSTOR 2476529. doi:10.2307/2476529
- Britton, Elizabeth G. (1889). «Contributions to American Bryology.–I. An Enumeration of Mosses Collected by Mr. John B. Leiberg, in Kootenai Co., Idaho». Bulletin of the Torrey Botanical Club. 16 (4): 106–112. JSTOR 2476940. doi:10.2307/2476940
- Britton, Elizabeth G. (1891). «Contributions to American Bryology.–II. A Supplementary Enumeration of the Mosses Collected by Mr. John B. Leiberg in Idaho, with Descriptions of two new Species». Bulletin of the Torrey Botanical Club. 18 (2): 49–56. JSTOR 2475524. doi:10.2307/2475524
- Britton, Elizabeth G. (1892). «West Virginia Mosses». Contributions from the Herbarium of Columbia College (32)
- Britton, Elizabeth G. (1893). «Contributions to American Bryology, III. Notes on the North American Species of Orthotrichum». Bulletin of the Torrey Botanical Club. 20 (10): 393–405. JSTOR 2475738. doi:10.2307/2475738
- Britton, Elizabeth G. (1894). «Contributions to American Bryology, IV. Notes on the North American Species of Orthotrichum–II». Bulletin of the Torrey Botanical Club. 21 (1): 1–15. JSTOR 2478029. doi:10.2307/2478029
- Britton, Elizabeth G. (1894). «Contributions to American Bryology, V. Notes on the North American Species of Weissia (Ulota)». Bulletin of the Torrey Botanical Club. 21 (2): 65–76. JSTOR 2485350. doi:10.2307/2485350
- Britton, Elizabeth G. (1894). «How to Study the Mosses. I.». The Observer. 5 (3). pp. 82–86
- Britton, Elizabeth G. (1894). «How to Study the Mosses. II.». The Observer. 5 (4). pp. 114–120
- Britton, Elizabeth G. (1894). «Contributions to American Bryology–VI. I. Western Species of Orthotrichum. Supplementary Notes on the North American Species of Weissia (Ulota)». Bulletin of the Torrey Botanical Club. 21 (4): 137–160. JSTOR 2996894. doi:10.2307/2996894
- Britton, Elizabeth G. (1894). «How to Study the Mosses. III.». The Observer. 5 (5). pp. 151–157
- Britton, Elizabeth G. (1894). «Contributions to American Bryology.–VII. A Revision of the Genus Physcomitrium, with Descriptions of Five New Species». Bulletin of the Torrey Botanical Club. 21 (5): 189–208. JSTOR 2477962. doi:10.2307/2477962
- Britton, Elizabeth G. (1894). «How to Study the Mosses, IV.». The Observer. 5 (6). pp. 180–186
- Britton, Elizabeth G. (1894). «How to Study the Mosses, V.». The Observer. 5 (7). pp. 215–219
- Britton, Elizabeth G. (1894). «How to Study the Mosses, VI.». The Observer. 5 (8). pp. 246–251
- Britton, Elizabeth G. (1894). «Contributions to American Bryology.–VIII. A Revision of the Genus Bruchia, with Descriptions of Types, and One New Species». Bulletin of the Torrey Botanical Club. 21 (8): 343–372. JSTOR 2477992. doi:10.2307/2477992
- Britton, Elizabeth G. (1894). «How to Study the Mosses. VII.». The Observer. 5 (10). pp. 306–311
- Britton, Elizabeth G. (1895). «Contributions to American Bryology.–IX. A Revision of the Genus Scouleria with Description of One New Species». Bulletin of the Torrey Botanical Club. 22 (1): 36–43. JSTOR 2485404. doi:10.2307/2485404
- Britton, Elizabeth G. (1895). «How to Study the Mosses. VIII.». The Observer. 6 (2). pp. 17–21
- Britton, Elizabeth G. (1895). «Contributions to American Bryology–IX. [sic] I. The Systematic Position of Physcomitrella patens. 2. On a Hybrid Growing with Aphanorhegma serrata Sull. 3. On a European Hybrid of Physcomitrella patens.». Bulletin of the Torrey Botanical Club. 22 (2): 62–68. JSTOR 2478381. doi:10.2307/2478381
- Britton, Elizabeth G. (1895). «Contribution [sic] to American Bryology–XI. 1. Coscinodon raui and Coscinodon renauldi. 2. Dicranella heteromalla and Its Varieties. 3. Notes on the Genus Leersia, Hedw.». Bulletin of the Torrey Botanical Club. 22 (11): 447–458. JSTOR 2996679. doi:10.2307/2996679
- Britton, Elizabeth G. (1896). «An Enumeration of the Plants Collected by H. H. Rusby in Bolivia, 1885–1886.–II. Musci». Bulletin of the Torrey Botanical Club. 23 (12): 471–499. JSTOR 2477840. doi:10.2307/2477840
- Britton, Elizabeth G. (1897). «A Revision of the North American Species of Ophioglossum». Bulletin of the Torrey Botanical Club. 24 (12): 545–559. JSTOR 2478289. doi:10.2307/2478289. hdl:2027/hvd.32044106360456
- Andrews, Albert LeRoy; Britton, Elizabeth Gertrude; Emerson, Julia Titus (1913), «Sphagnales-Bryales», North American Flora, 15 (1), New York, NY: New York Botanical Garden, pp. 1–75.  Reprinted 1961.
- Britton, Elizabeth Gertrude (1913). «West Indian Mosses–I». Bulletin of the Torrey Botanical Club. 40 (12): 653–676. JSTOR 2479836. doi:10.2307/2479836
- Britton, Elizabeth Gertrude (1915). «West Indian Mosses–II. Mosses of the Danish West Indies and Virgin Islands». Bulletin of the Torrey Botanical Club. 42 (1): 1–8. JSTOR 2479419. doi:10.2307/2479419
- Britton, Elizabeth G. (1915). «Mosses of Bermuda». Bulletin of the Torrey Botanical Club. 42 (2): 71–76. JSTOR 2479518. doi:10.2307/2479518
- Britton, Elizabeth G. (1912–1929). Wild Plants Needing Protection. New York, NY: New York Botanical Garden Reprint of 14 articles from the Journal of the New York Botanical Garden.